# Lucía Tavera
Lucía Tavera Cano (Alicante, España) es una jugadora de bádminton de España.

## Biografía
Ha desarrollado su carrera deportiva en el Club Bádminton Alicante. Ha estudiado biología y fisioterapia.

## Títulos

### Campeonatos nacionales
- 4 años Campeona de España Absoluta de Dobles.
- 4 años semifinalista de Individual en el Cto. de España Absoluto.
- 2 años Campeona de España en Individual Absoluto
- 2005-2006 – Campeona de España Universitaria – Individual Femenino
- 2005- 2006- Campeona de España Universitaria dobles Femenino
- 2005-2006 – Campeona Autonómica Absoluto - >Individual Femenino

### Campeonatos internacionales
- Componente actual del equipo nacional de la selección española.

## Clubes
| Club                    | País   | Año           |
| ----------------------- | ------ | ------------- |
| Club Bádminton Alicante | España | ¿? - presente |